# 1966年12月中共中央政治局扩大会议
1966年12月中共中央政治局扩大会议，是1966年12月4日至6日，文化大革命初期的一次中共中央政治局扩大会议，由中国共产党中央委员会副主席林彪主持召开。

## 背景
1966年11月17日，中央文革小组陈伯达、王力、关锋、戚本禹以及唐平铸和首都革命职工代表举行座谈期间，由王力宣读了《关于工厂文化大革命的十二条指示》（《工厂十二条》），内容是鼓励在工厂内进行文化大革命运动。
该草案受到中央和地方一些主管经济工作的领导人的抵制，主要是不同意在工交企业开展文化大革命。在陶铸主持的全国工交座谈会中，余秋里、谷牧组织草拟与十二条相对立的《工交企业进行文化大革命的若干规定》（《工交十五条》），主张工矿企业分批分期搞文化革命，不搞串联，坚持八小时生产。不久毛泽东否定了《工交十五条》。国务院与中央文革小组修改《工厂十二条》，形成了《中共中央关于抓革命、促生产的十条规定（草案）》，即《工业十条》。

## 经过
1966年12月4日至6日，中共中央副主席林彪主持召开了中央政治局扩大会议。会议听取了谷牧关于工交企业座谈会的汇报，并准备通过《工业十条》。林彪、康生、陈伯达、王力等对谷牧所写的《关于工矿企业文化革命座谈会的汇报提纲》进行指责和批判。
林彪说：“这次工交会议开了二十多天，会议开得不好，是错误的，思想很不对头。”“刘、邓不仅是五十天的问题，而是十年、二十年的问题。工交战线受刘、邓的影响很大。”他还说：这次“文化大革命”是“对全党的批判运动，批判干部的运动。”
这次会议中谷牧受到围攻。谷牧在汇报中指出，工交系统“文化大革命”的具体做法，要从工交企业的实际出发，充分考虑工交企业的特点。但遭到江青、康生、陈伯达、王力的攻击。江青攻击工交系统的领导人“毫无阶级感情，给工人戴上几百斤重的石头完全是反革命，搞修正主义那一套玩艺儿”，康生讲：工厂“文化大革命”比学校更重要。陈伯达说：“在文化大革命群众运动中，总要有文化革命的群众组织。”王力则称“提纲是集中了一套错误的东西，就是不要搞文化大革命。”
在12月6日下午的会上，王力等人突然严厉指责、攻击陶铸用生产压革命。他指责陶铸坚持要党委统一领导工厂“文化大革命”的主张，说：“北京哪一个工厂能够统一领导？统一领导就是镇压革命。”陶铸作了检讨。

## 结果
12月9日，中共中央下达《关于抓革命、促生产的十条规定》（《工业十条》）。15日，中央政治局又通过了《关于农村无产阶级文化大革命的指示（草案）》（《农村十条》）。由此文化大革命迅速蔓延到全国的工矿和农村。